# Apamea polygrapha
Apamea polygrapha är en fjärilsart som beskrevs av Turner. Apamea polygrapha ingår i släktet Apamea och familjen nattflyn. Inga underarter finns listade i Catalogue of Life.